# Bompas (Pyrénées-Orientales)
Bompas (på Catalansk: Bompàs) er en by og kommune i departementet Pyrénées-Orientales i Sydfrankrig. Siden 60'erne er byens befolkning steget kraftigt på grund af dens beliggenhed tæt på Perpignan.

## Geografi
Bompas ligger på Roussillon-sletten ved floden Têt kun 6 km nordøst for Perpignan. Nærmeste byer er mod nordvest Pia (2 km) og mod øst Villelongue-de-la-Salanque (5 km).

## Navn
Byen nævnes første gang i 1153 under navnet Malpas, som betyder dårlig passage. Det antages, at den har ligget på den antikke vej mellem Salses og Ruscino og at vadestedet over Têt, har været vanskeligt at passere. I 1268 kaldes byen Bonopassu og senere Bonpàs – god passage. Formentligt har man bygget en bro over floden i mellemtiden, men det er også muligt, at byens indbyggere blot har valgt et mere indbydende navn.

## Historie
Fra det 12. århundrede tilhørte byen tempelridderne indtil deres opløsning i 1312. Herefter blev Bompas overdraget til Hospitalsordenen, som den var underlagt helt til den franske revolution.
Før revolutionen ernærede byen sig primært ved hvededyrkning. Det var efter kongelige direktiver, for man ønskede at bruge den bedste jord til produktion af korn. Efter revolutionen blev jorden primært udnyttet til vin og frilandsgartneri. I 1907 åbnede et vinkooperativ - det andet i Frankrig - i Bompas.
Siden starten af 1970erne har Bompas udviklet sig fra at være en landsby til en moderne forstad til Perpignan.

## Demografi

### Udvikling i folketal
| 1962                                                              | 1968  | 1975  | 1982  | 1990  | 1999  | 2006  | 2013  | 2017  |
| ----------------------------------------------------------------- | ----- | ----- | ----- | ----- | ----- | ----- | ----- | ----- |
| 1.474                                                             | 1.693 | 1.951 | 4.670 | 6.323 | 6.944 | 7.125 | 7.061 | 7.254 |
| Tal fra og med 1962 er uden dobbelttælling (sans doubles comptes) |       |       |       |       |       |       |       |       |